# Mamadou N'Diaye (football, 1995)
Pour les articles homonymes, voir Mamadou N'Diaye (homonymie) et N'Diaye.
Mamadou N'Diaye, né le 28 mai 1995 à Thiès, est un footballeur international sénégalais qui évolue au poste d'arrière gauche au Othellos Athienou FC.

## Biographie
Mamadou N'Diaye signe son premier contrat professionnel avec le Montpellier HSC le 28 mai 2015. Le 2 juin 2017, il résilie son contrat avec le MHSC.

## Statistiques
| Saison                | Club                       | Championnat           | Championnat | Championnat | Coupe nationale | Coupe nationale | Coupe de la Ligue | Coupe de la Ligue | Total | Total |
| Saison                | Club                       | Division              | M.          | B.          | M.              | B.              | M.                | B.                | M.    | B.    |
| 2014-2015             | Montpellier HSC            | Ligue 1               | 1           | 0           | -               | -               | -                 | -                 | 1     | 0     |
| 2015-2016             | Montpellier HSC            | Ligue 1               | 8           | 0           | 2               | 0               | 1                 | 1                 | 11    | 1     |
| 2016-2017             | Montpellier HSC            | Ligue 1               | 3           | 0           | -               | -               | -                 | -                 | 3     | 0     |
| Sous-total            | Sous-total                 | Sous-total            | 12          | 0           | 2               | 0               | 1                 | 1                 | 15    | 1     |
| 2017-2018             | US Avranches               | National              | 23          | 2           | 3               | 0               | -                 | -                 | 26    | 2     |
| 2018-2019             | US Avranches               | National              | 14          | 1           | 1               | 0               | -                 | -                 | 15    | 1     |
| Sous-total            | Sous-total                 | Sous-total            | 37          | 3           | 4               | 0               | -                 | -                 | 41    | 3     |
| 2019-2020             | FC Villefranche Beaujolais | National              | 17          | 0           | 2               | 0               | -                 | -                 | 19    | 0     |
| 2020-2021             | Le Puy Foot                | National 2            | 8           | 0           | 4               | 0               | -                 | -                 | 12    | 0     |
| 2021-2022             | Le Puy Foot                | National 2            | 20          | 2           | 1               | 0               | -                 | -                 | 21    | 2     |
| Sous-total            | Sous-total                 | Sous-total            | 28          | 2           | 5               | 0               | -                 | -                 | 33    | 2     |
| Total sur la carrière | Total sur la carrière      | Total sur la carrière | 94          | 5           | 13              | 0               | 1                 | 1                 | 108   | 6     |